# Tamás Kancsal
Tamás Kancsal (ur. 17 listopada 1951 w Budapeszcie) – węgierski pięcioboista nowoczesny. Brązowy medalista olimpijski z Montrealu.
Zawody w 1976 były jego jedynymi igrzyskami olimpijskimi. Indywidualnie zajął dziewiąte miejsce, wspólnie z kolegami zajął trzecie miejsce w drużynie – partnerowali mu Tibor Maracskó i Szvetiszláv Sasics. Na mistrzostwach świata zdobył srebro indywidualnie w 1975 oraz złoto w drużynie w tym samym roku oraz srebro w 1974 i 1979.